# Böne församling
Böne församling var en församling i Skara stift och i Ulricehamns kommun. Församlingen uppgick 2006 i Redvägs församling. 

## Administrativ historik
Församlingen har medeltida ursprung.
Församlingen var till 1962 moderförsamling i pastoratet Böne, Knätte, Liared, Fivlered och Kölingared som till åtminstone kring 1550 även omfattade ingareds och Igelsereds församlingar. Från 1962 till 2006 var församlingen annexförsamling i pastoratet Hössna, Gullered, Strängsered, Böne, Knätte och Liared och från 1983 även Kölingareds församling. Församlingen uppgick 2006 i Redvägs församling.

## Kyrkor
- Böne kyrka